# Novo Holdings
Novo Holdings A/S (tidligere kendt som Novo A/S) er Novo Nordisk Fondens 100 % ejede selskab og holdingselskab for Novo Nordisk og Novonesis (tidligere Novozymes). Novo Holdings blev stiftet den 8. september 1999 og har til opgave at forvalte fondens aktiver.
Ved udgangen af 2024 blev Novo Holdings' aktiver under forvaltning opgjort til en værdi af i alt ca. 1.060 millarder kroner, og porteføljen bestod af i alt 181 porteføljeselskaber.
Novo Holdings' leverede et resultat på 60 millarder kroner i 2024, 31 millarder kroner i 2023 og 3 milliarder kroner i 2022.
En central opgave for Novo Holdings er at være et fundament for den erhvervsmæssige virksomhed, der drives af Novo Nordisk og Novonesis. Novo Holdings foretager desuden investeringer i virksomheder med anvendelsesorienteret forskning inden for life-science-området. Målet er at konsolidere fondens formue og opnå et afkast, der kan uddeles af fonden til forskning samt humanitære og sociale formål.
Siden juni 2016 har Kasim Kutay været administrerende direktør for Novo Holdings. Selskabet har hovedkontor i Hellerup og derudover kontorer i San Francisco, Boston, Singapore, London og Shanghai.

## Formål
Novo Holdings har til formål at forvalte Novo Nordisk Fondens aktiver for at opnå et afkast, som fonden kan uddele som bevillinger til forskning samt humanitære og sociale formål. Novo Holdings' overordnede formål er at varetage positionen som en støttende majoritetsaktionær i Novo-koncernens selskaber (Novo Nordisk og Novonesis) med det formål at opnå positiv indflydelse inden for sundhed, videnskab og samfund ved at skabe langsigtede afkast på aktiverne i Novo Nordisk Fonden. En central opgave for Novo Holdings er at agere som et stabilt grundlag for de kommercielle aktiviteter i Novo-koncernens selskaber. Novo Holdings investerer i både finansielle aktiver og i virksomheder med anvendelsesorienteret forskning inden for adskillige sektorer.

## Investeringsområder
Ved udgangen af 2022 havde Novo Holdings' portefølje en samlet værdi på 180 millarder kroner. Investeringer inden for Life Science (Novo Seeds, Novo Growth, Novo Ventures og Novo Principal Investments) udgjorde 54 % af den samlede portefølje, mens Novo Capital Investors udgjorde de resterende 46 %. I 2022 generede Life Science-porteføljen et afkast på ca. -6 millarder kroner og Novo Capital Investors genererede et afkast på ca. -5 mia. kr.
- Novo Holdings' mest almindelige investeringssektorer er life sciences (38 %) og diversificeret (13 %).[10]
- Novo Holdings' mest almindelige investeringstyper er sekundære opkøb (75 %) og rekapitalisering (13 %).[10]
- Novo Holdings' mest almindelige exit-type er sekundært opkøb (100 %).[10]
- Novo Holdings' største offentliggjorte investering var i 2013: Overtagelsen af Pharmaceuticals A/S for 700 mio. dollars.[11][12][10]
- Novo Holdings' største offentliggjorte exit var i 2021, da Unchained Labs blev solgt til The Carlyle Group for 435 mio. dollars.[13][14][15][10]

### Biosolutions
I perioden 2021-2022 annoncerede Novo Holdings et øget investeringsfokus på industrielle bioløsninger (også kendt under betegnelsen bioindustrials, biosolutions, bioindustrielle produkter eller bioteknologier inden for sundheds- og miljøområdet) med det formål at gøre bioteknologi til en nøglefaktor i den grønne omstilling. Novo Holdings hævder, at ambitionen er "at hjælpe med at fjerne barrierer, hvor de end måtte være, og bane vejen for lovende biologiske opdagelser til at blive til nye løsninger".
I 2021 tilføjede Novo Holdings mange bioteknologiske virksomheder til sin portefølje, herunder 21st. BIO, som hjælper andre bioteknologiske virksomheder med at opskalere produktionen gennem en avanceret teknologiplatform.
De forskelligartede investeringer omfatter virksomheder, der leverer klimaneutral cement, biopesticider, biopolymerer af syntetisk silke og mange andre produkter og løsninger, der udfordrer de nuværende konventioner. Novo Holdings tilføjede otte bioindustrielle virksomheder til sin portefølje i 2021 og investerede i alt ca. 98 mio. euro i bioindustrielle virksomheder.

### Investeringer
Derudover er Novo Holdings storaktionær i en række danske virksomheder, herunder New Xellia Group og Sonion.
Novo Holdings investerer hovedsageligt i virksomheder, som udvikler, producerer eller sælger medicin, nye behandlingsmetoder eller medicinsk eller sundhedsmæssigt udstyr.
I slutningen af 2024 havde Novo Holdings allokeret ca. 38 milliarder kroner til investeringer. Porteføljerne i Large Investments, Venture Investments og Seed Investments var henholdsvis 31,5 milliarder kroner, 5,9 milliarder kroner og 291 millioner kroner.
Liste over investeringer:
| Selskab                      | Investeringsområde           | Verdensdel  | Årstal for investering |
| ---------------------------- | ---------------------------- | ----------- | ---------------------- |
| HealthCap                    | Seed Investments             | Europa      | 2025                   |
| Sylvan                       | Planetary Health Investments | Asien       | 2025                   |
| Biocomposites                | Principal Investments        | Europa      | 2025                   |
| AnaCardio                    | Seed Investments             | Europa      | 2025                   |
| Coave Therapeutics           | Seed Investments             | Europa      | 2025                   |
| Windward Bio AG              | Venture Investments          | Europa      | 2025                   |
| Catalent                     | Principal Investments        | Nordamerika | 2024                   |
| Crystalys Therapeutics       | Venture Investments          | Nordamerika | 2024                   |
| Subra                        | Planetary Health Investments | Europa      | 2024                   |
| Benchmark Genetics           | Planetary Health Investments | Europa      | 2024                   |
| Agnext                       | Planetary Health Investments | Asien       | 2024                   |
| AvenCell                     | Venture Investments          | Nordamerika | 2024                   |
| Booster Therapeutics         | Seed Investments             | Europa      | 2024                   |
| Elektrofi                    | Growth Investments           | Nordamerika | 2024                   |
| KIVU BIOSCIENCE              | Venture Investments          | Nordamerika | 2024                   |
| Stingray Marine Solutions    | Planetary Health Investments | Europa      | 2024                   |
| Convergent                   | Venture Investments          | Nordamerika | 2024                   |
| Medi Assist                  | Ikke kategoriseret           | Asien       | 2024                   |
| Route92                      | Growth Investments           | Nordamerika | 2024                   |
| Oxford Nanopore Technologies | Growth Investments           | Europa      | 2024                   |
| Magenta Medical              | Venture Investments          | Nordamerika | 2024                   |
| MATR Foods                   | Planetary Health Investments | Europa      | 2024                   |
| Myricx Bio                   | Venture Investments          | Europa      | 2024                   |
| Single Use Support           | Principal Investments        | Europa      | 2024                   |
| Sejet Plant Breeding (Sejet) | Planetary Health Investments | Europa      | 2024                   |
| Bluejay Therapeutics         | Venture Investments          | Nordamerika | 2024                   |
| CIRCTEC                      | Planetary Health Investments | Europa      | 2024                   |
| Reunion Neuroscience         | Venture Investments          | Nordamerika | 2024                   |
| Obsidian Therapeutics        | Venture Investments          | Nordamerika | 2024                   |
| REDUCED                      | Planetary Health Investments | Europa      | 2024                   |
| Manipal Hospitals            | Ikke kategoriseret           | Asien       | 2024                   |
| Cleveland Diagnostics        | Growth Investments           | Nordamerika | 2024                   |
| Nalu Medical                 | Venture Investments          | Nordamerika | 2024                   |
| Site One                     | Venture Investments          | Nordamerika | 2024                   |
| OnCusp                       | Venture Investments          | Nordamerika | 2023                   |
| ROSLIN TECHNOLOGIES          | Planetary Health Investments | Europa      | 2023                   |
| Terremoto Biosciences        | Venture Investments          | Nordamerika | 2023                   |
| Clasp Therapeutics           | Venture Investments          | Nordamerika | 2023                   |
| LimmaTech Biologics          | Seed Investments             | Europa      | 2023                   |
| MapLight Therapeutics        | Venture Investments          | Nordamerika | 2023                   |
| Ellab                        | Principal Investments        | Europa      | 2023                   |
| Euroclear                    | Capital Investments          | Europa      | 2023                   |
| Glentra                      | Capital Investments          | Europa      | 2023                   |
| HPNow                        | Planetary Health Investments | Europa      | 2023                   |
| Paratek Pharmaceuticals      | Planetary Health Investments | Europa      | 2023                   |
| Hillstar Bio                 | Venture Investments          | Nordamerika | 2023                   |
| Sangon Biotech               |                              | Asien       | 2023                   |
| WuXi XDC                     | Ikke kategoriseret           | Asien       | 2023                   |
| Pureos Bioventures II        | Venture Investments          | Europa      | 2023                   |
| Octave                       | Venture Investments          | Nordamerika | 2023                   |
| Commit Biologics             | Seed Investments             | Europa      | 2023                   |
| Noom                         | Venture Investments          | Nordamerika | 2023                   |
| Ray Therapeutics             | Venture Investments          | Nordamerika | 2023                   |
| Alentis Therapeutics         | Venture Investments          | Europa      | 2023                   |
| Aquafortus                   | Planetary Health Investments | Oceanien    | 2023                   |
| FIRE1                        | Venture Investments          | Europa      | 2023                   |
| Evosep                       | Growth Investments           | Europa      | 2023                   |
| Hemab Therapeutics           | Seed Investments             | Europa      | 2023                   |
| LePure                       |                              | Asien       | 2023                   |
| iECURE                       | Venture Investments          | Nordamerika | 2022                   |
| KabaFusion                   | Principal Investments        | Nordamerika | 2022                   |
| Breye Therapeutics           | Seed Investments             | Europa      | 2022                   |
| Kate Farms                   | Planetary Health Investments | Nordamerika | 2022                   |
| Medanta                      | Ikke kategoriseret           | Asien       | 2022                   |
| Esco Aster                   | Planetary Health Investments | Asien       | 2022                   |
| MedGenome                    |                              | Asien       | 2022                   |
| Riva Therapeutics            | Venture Investments          | Nordamerika | 2022                   |
| Elo Life Systems             | Planetary Health Investments | Nordamerika | 2022                   |
| Engimmune Therapeutics       | Seed Investments             | Europa      | 2022                   |
| Nuvig Therapeutics           | Venture Investments          | Nordamerika | 2022                   |
| Qure.ai                      |                              | Asien       | 2022                   |
| Ritedose                     | Principal Investments        | Nordamerika | 2022                   |
| Rondo Therapeutics           | Venture Investments          | Nordamerika | 2022                   |
| Medical Knowledge Group      | Principal Investments        | Nordamerika | 2021                   |
| Verana Health                | Growth Investments           | Nordamerika | 2021                   |
| 21st.BIO                     | Planetary Health Investments | Europa      | 2021                   |
| Asgard Therapeutics          | Seed Investments             | Europa      | 2021                   |
| Clever Care Health Plan      | Venture Investments          | Nordamerika | 2021                   |
| Zencore Biologics            | Ikke kategoriseret           | Asien       | 2021                   |
| BBI Solutions                | Principal Investments        | Europa      | 2021                   |
| Doctor Anywhere              | Ikke kategoriseret           | Asien       | 2021                   |
| Availity                     | Principal Investments        | Nordamerika | 2021                   |
| Genomatica                   | Planetary Health Investments | Nordamerika | 2021                   |
| Muna Therapeutics            | Seed Investments             | Europa      | 2021                   |
| Quanta                       | Growth Investments           | Europa      | 2021                   |
| Tribune Therapeutics         | Seed Investments             | Europa      | 2021                   |
| AMSilk                       | Planetary Health Investments | Europa      | 2021                   |
| Esco                         |                              | Asien       | 2021                   |
| Hummingbird                  | Venture Investments          | Asien       | 2021                   |
| Numab                        | Venture Investments          | Europa      | 2021                   |
| Adcendo                      | Seed Investments             | Europa      | 2021                   |
| Bactolife                    | Planetary Health Investments | Europa      | 2021                   |
| Halodoc                      | Ikke kategoriseret           | Asien       | 2021                   |
| Renewable Energy Partnership | Capital Investments          | Europa      | 2021                   |
| Deep Branch                  | Planetary Health Investments | Europa      | 2021                   |
| BGV                          | Venture Investments          | Europa      | 2020                   |
| Orbis Medicines              | Seed Investments             | Europa      | 2020                   |
| ZELP                         | Planetary Health Investments | Europa      | 2020                   |
| The Protein Brewery          | Planetary Health Investments | Europa      | 2020                   |
| Urban Partners               | Capital Investments          | Europa      | 2020                   |
| Chromologics                 | Planetary Health Investments | Europa      | 2020                   |
| NodThera                     | Venture Investments          | Nordamerika | 2020                   |
| Recursion                    | Growth Investments           | Nordamerika | 2020                   |
| WCG                          | Principal Investments        | Nordamerika | 2019                   |
| Biomason                     | Planetary Health Investments | Nordamerika | 2019                   |
| Glycomine                    | Venture Investments          | Nordamerika | 2019                   |
| LanzaTech                    | Planetary Health Investments | Nordamerika | 2019                   |
| Edgewise Therapeutics        | Venture Investments          | Nordamerika | 2019                   |
| Claris Bio                   | Venture Investments          | Nordamerika | 2019                   |
| Vestaron                     | Planetary Health Investments | Nordamerika | 2019                   |
| MycoWorks                    | Planetary Health Investments | Nordamerika | 2019                   |
| Oxford Biomedica             | Growth Investments           | Europa      | 2019                   |
| Mirum Pharmaceuticals        | Venture Investments          | Nordamerika | 2018                   |
| Precirix                     | Seed Investments             | Europa      | 2018                   |
| Draupnir Bio                 | Seed Investments             | Europa      | 2018                   |
| NorthSea Therapeutics        | Seed Investments             | Europa      | 2017                   |
| Antag Therapeutics           | Seed Investments             | Europa      | 2017                   |
| Avalyn                       | Venture Investments          | Nordamerika | 2017                   |
| ConvaTec                     | Principal Investments        | Europa      | 2017                   |
| Evotec                       | Principal Investments        | Europa      | 2017                   |
| Hoba Therapeutics            | Seed Investments             | Europa      | 2016                   |
| HepaRegeniX                  | Seed Investments             | Europa      | 2016                   |
| CorWave                      | Seed Investments             | Europa      | 2016                   |
| Clario                       | Principal Investments        | Nordamerika | 2016                   |
| F2G Limited                  | Venture Investments          | Europa      | 2016                   |
| NMD Pharma                   | Seed Investments             | Europa      | 2016                   |
| DADES                        | Capital Investments          | Europa      | 2015                   |
| Biosyntia                    | Planetary Health Investments | Europa      | 2014                   |
| Sonion                       | Principal Investments        | Europa      | 2014                   |
| Xellia Pharmaceuticals       | Principal Investments        | Europa      | 2013                   |
| Reapplix                     | Seed Investments             | Europa      | 2012                   |
| Acesion Pharma               | Seed Investments             | Europa      | 2010                   |
| Orexo                        | Principal Investments        | Europa      | 2010                   |

## Ledelse

### Administrerende direktører
I 2014 trådte administrerende direktør Henrik Gürtler tilbage efter at have siddet på posten siden selskabets start. Han blev erstattet af Eivind Kolding, der kom fra posten som administrerende direktør i Danske Bank. Den 29. februar 2016 blev Eivind Kolding fyret som administrerende direktør for Novo A/S efter to år på posten. Han blev midlertidigt erstattet af bestyrelsesformand Sten Scheibye frem til juni 2016. Her tiltrådte Kasim Kutay som administrerende direktør for selskabet.
- 2016-nu: Kasim Kutay
- 2016: Sten Scheibye (midlertidig)
- 2014-2016: Eivind Kolding
- 1999-2014: Henrik Gürtler

### Bestyrelse
Novo Holdings bestyrelse har 11 medlemmer:
- Lars Rebien Sørensen (bestyrelsesformand)
- Steen Riisgaard (næstformand)
- Henrik Poulsen
- Jun Sung Kim
- Lars Green
- Narv Narvekar
- Susanne Schaffert
- Torsten Sløk
- Viviane Mongens
- Britt Melby Jensen
- Francis Cuss

## Økonomiske resultater
Novo Holdings havde et overskud på 31 millarder kroner i 2023, 3 millarder kroner i 2022 og 37 millarder kroner i 2021.
- Resultat før skat 2023: 25,4 millarder kroner.[31]
- Resultat før skat 2022: 5,3 millarder kroner.[8][7]
- Resultat før skat 2021: 37 milliarder kroner.[30][32]
- Resultat før skat 2020: 25,4 milliarder kroner.[33]
- Resultat før skat 2019: 23,1 millarder kroner.[31]
- Resultat før skat 2018: 11,9 millarder kroner.[31]
- Resultat før skat 2017: 19,1 millarder kroner.[31]
- Resultat før skat 2016: 7,1 millarder kroner.[31]
- Resultat før skat 2015: 14,9 millarder kroner.[31]
- Resultat før skat 2014: 13,4 millarder kroner.[31]
- Resultat før skat 2013: 10,8 millarder kroner.[31]